# سباستيان موراليس
سباستيان موراليس (بالإسبانية: Sebastián Morales) هو غطاس كولومبي، ولد في 22 أغسطس 1994 في كولومبيا.

## وصلات خارجية
- سباستيان موراليس على موقع الاتحاد الدولي للسباحة (الإنجليزية)
- سباستيان موراليس على موقع قاعدة بيانات الغوص IAT (الألمانية)
- سباستيان موراليس على موقع اللجنة الأولمبية الدولية (الإنجليزية)
- سباستيان موراليس على موقع أوليمبيديا (الإنجليزية)